# Kostel svatého Vavřince (Veliká Ves)
Filiální kostel sv. Vavřince se nachází ve středu obce Veliká Ves, jihozápadně od Neratovic, v okrese Praha-východ. Tvoří výškovou dominantu obce. Je to jednolodní gotická stavba. Ke kostelu náleží renesanční zvonice. Okolo kostela se nacházel hřbitov, ze kterého se dochovalo několik hrobů a část hřbitovní zdi. Kostel se zvonicí a ohradní zdí je chráněn jako kulturní památka ČR.

## Historie
První zmínky o obci i o kostele pochází už ze třetí čtvrtiny 13. století. Ve starší literatuře se uvádí, že kostel nechal vystavět děkan Pražské kapituly Vít už v roce 1261 na vlastní náklady. Dnes filiální kostel byl původně farní. Od roku 1356 zde byla fara, která ale zanikla během husitských válek. Kostel byl přifařen k Odoleně Vodě v roce 1793, pod jejíž správu spadá dodnes, předtím spadal pod faru v Obříství.

Podle Dobroslava Líbala byl kostel vystavěn až kolem roku 1340. Sakristie měla být připojena až na konci 14. století. Kostel prošel renesančními a barokními úpravami. Byl obnoven v roce 1881. V té době zde také proběhla puristická rekonstrukce, která silně ovlivnila vnější vzhled kostela.

## Exteriér kostela

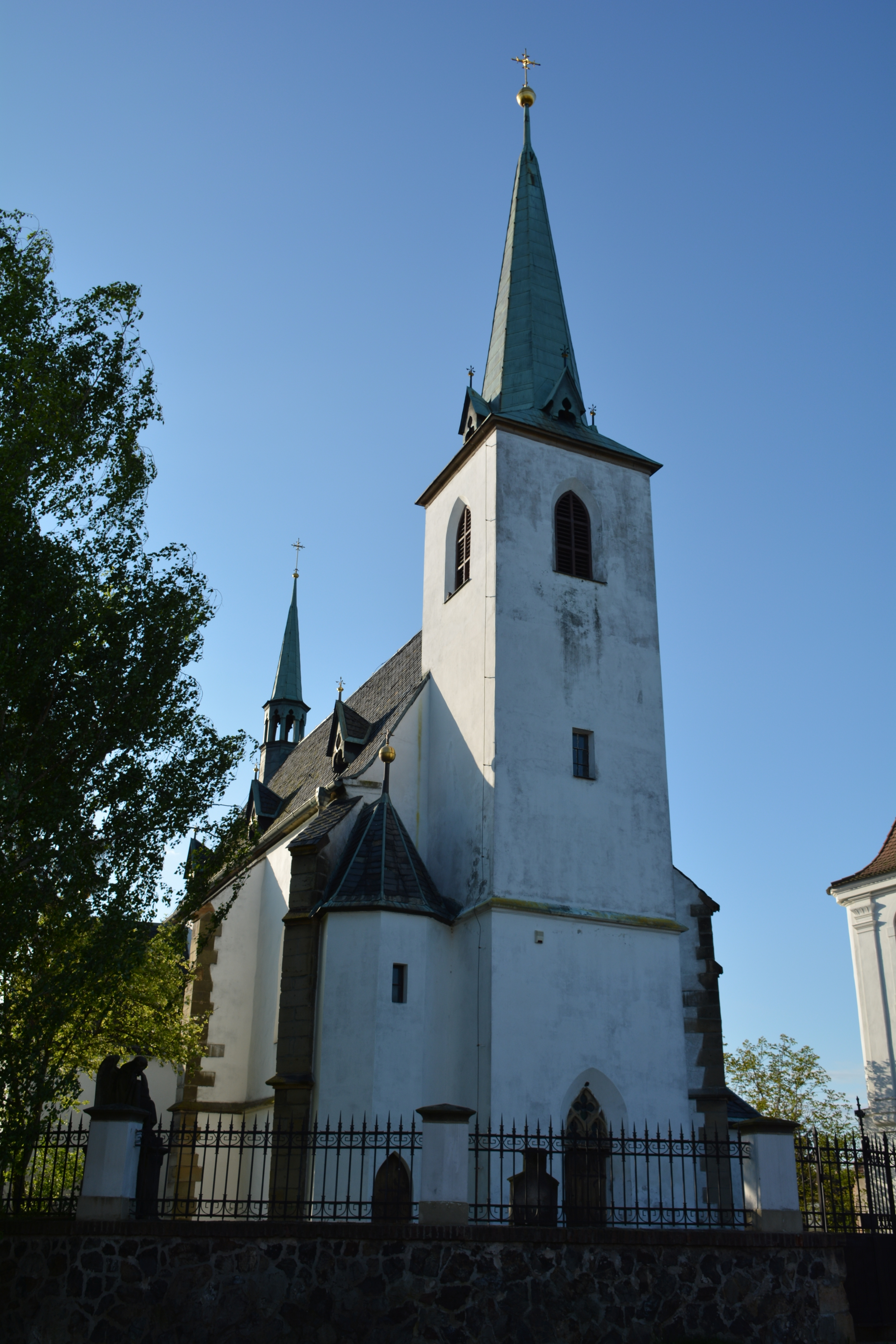
severozápadní pohled

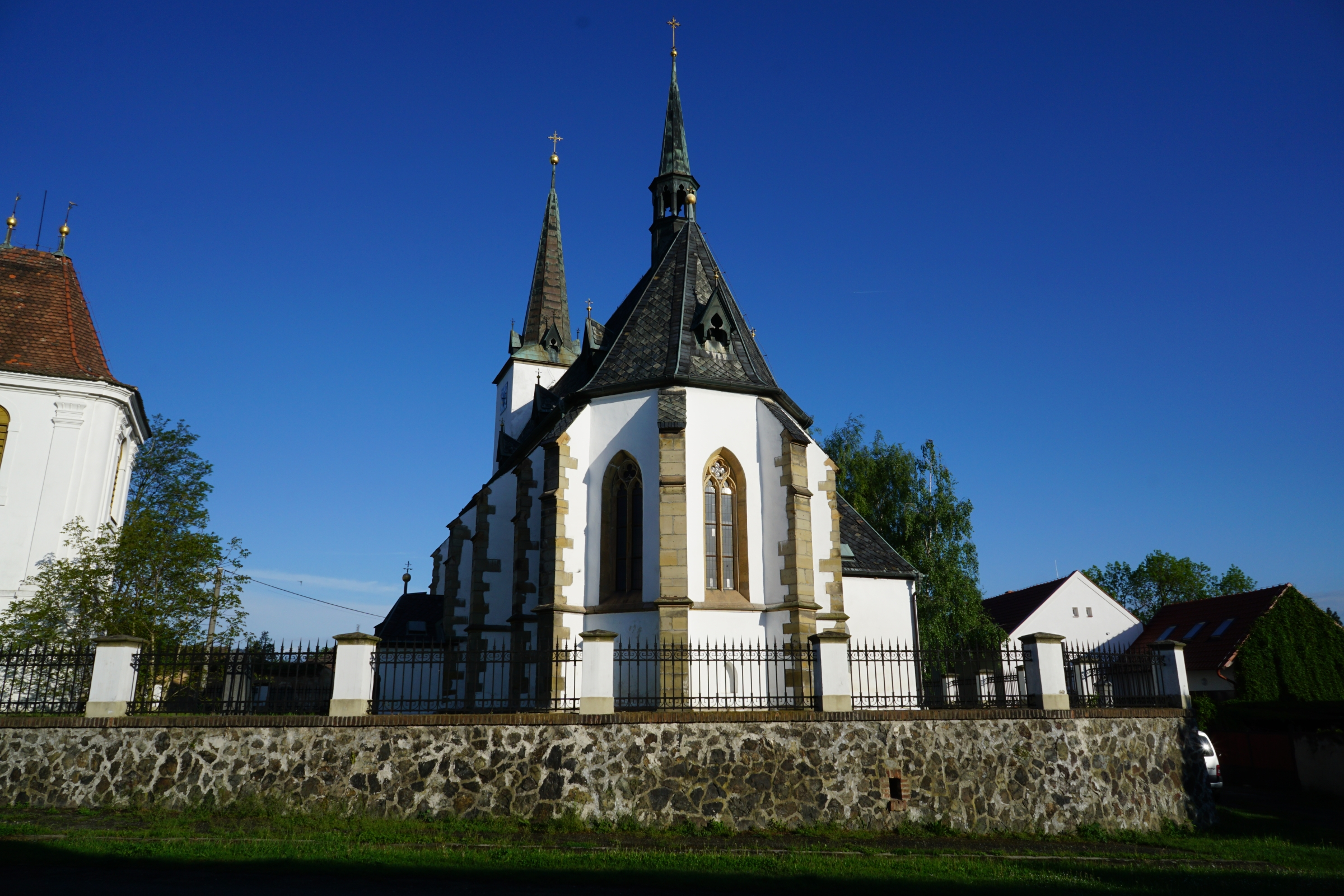
východní pohled

Celkový vzhled stavby je sjednocován podokenní římsou, která se táhne kolem hlavní lodi i presbyteria. Profilovaná římsa probíhá i přes opěrné pilíře, které naopak zajišťují členění kostela. Opěrné pilíře mají různou velikost. 
Kostel je bíle omítnut, s výjimkou prvků z opracovaného lomového kamene, jako jsou čela opěrných pilířů, okna a portály. Západní průčelí je tvořeno hranolovou věží a schodištěm.

### Části kostela
Kostel se skládá z předsíně, jedné lodi, západní věže, kněžiště a sakristie. Kněžiště je tvořeno jedním obdélným polem a pětibokým závěrem. Presbytář kostela je tradičně orientovaný na východ. Ze severní strany k němu přiléhá sakristie na čtvercovém půdorysu. Na obdélnou loď o dvou polích navazuje věž a osmiboká věžička s točitým schodištěm. Střešní krytina kostela i věže je břidlicová, není původní. Ke kostelu náleží renesanční zvonice a hřbitov.

### Věž
V západním průčelí se nachází hranolová věž na čtvercovém půdorysu. Věž je nezdobená, kromě portálu s kružbou v západním průčelí. V úrovni prvního patra je jednou přepásaná římsou.

V horní části věže jsou lomená okna, na jižní straně je okno umístěno níž než na severní a západní, kvůli hodinám nacházejících se nad ním. Na západní zdi se nachází malé obdélné okénko přibližně v úrovni patra. Na jižní straně je malé okénko zakončené obloukem, které přerušuje římsu.

### Okna
Mezi opěráky jsou umístěna štíhlá lomená okna s kružbami. V horní části oken se nachází kruh s trojlalokem, popřípadě čtyřlalokem, dolní část je řešená pomocí dvou hrotitých dvojnosů. Kružby byly z velké části obnoveny při poslední restauraci. V obou zdích lodě jsou kompletně zazděná půlkruhová románská okna.

Na severní stěně sakristie je umístěno drobné hrotité okno s kružbou, ve východní zdi se nachází menší okno pouze s jeptiškou.

### Zvonice
Renesanční zvonice byla postavena v roce 1582, což dokládá letopočet vytesaný nad římsou. V horní části je zvonice hladce omítnutá, na spodní část byla použita rustika. Zvonice má sedlovou střechu. Přízemí zvonice slouží jako vstup ke kostelu a na hřbitov.

### Hřbitov
Ze hřbitova se dochovalo několik hrobů a část hřbitovní zdi. Na hřbitov se vchází skrz přízemí zvonice, která je součástí hřbitovní zdi.

## Interiér kostela

### Kněžiště

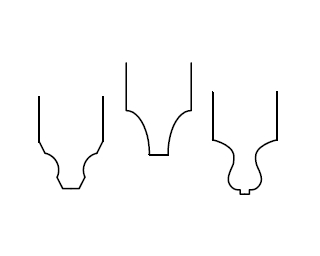
Profily žeber: 1. klínové ze stran vyžlabené (presbytář), 2. klínové (sakristie), 3. hruškovcové (loď)

Rozměry: délka 7,25m, šířka 5,25m, výška 8,7m 

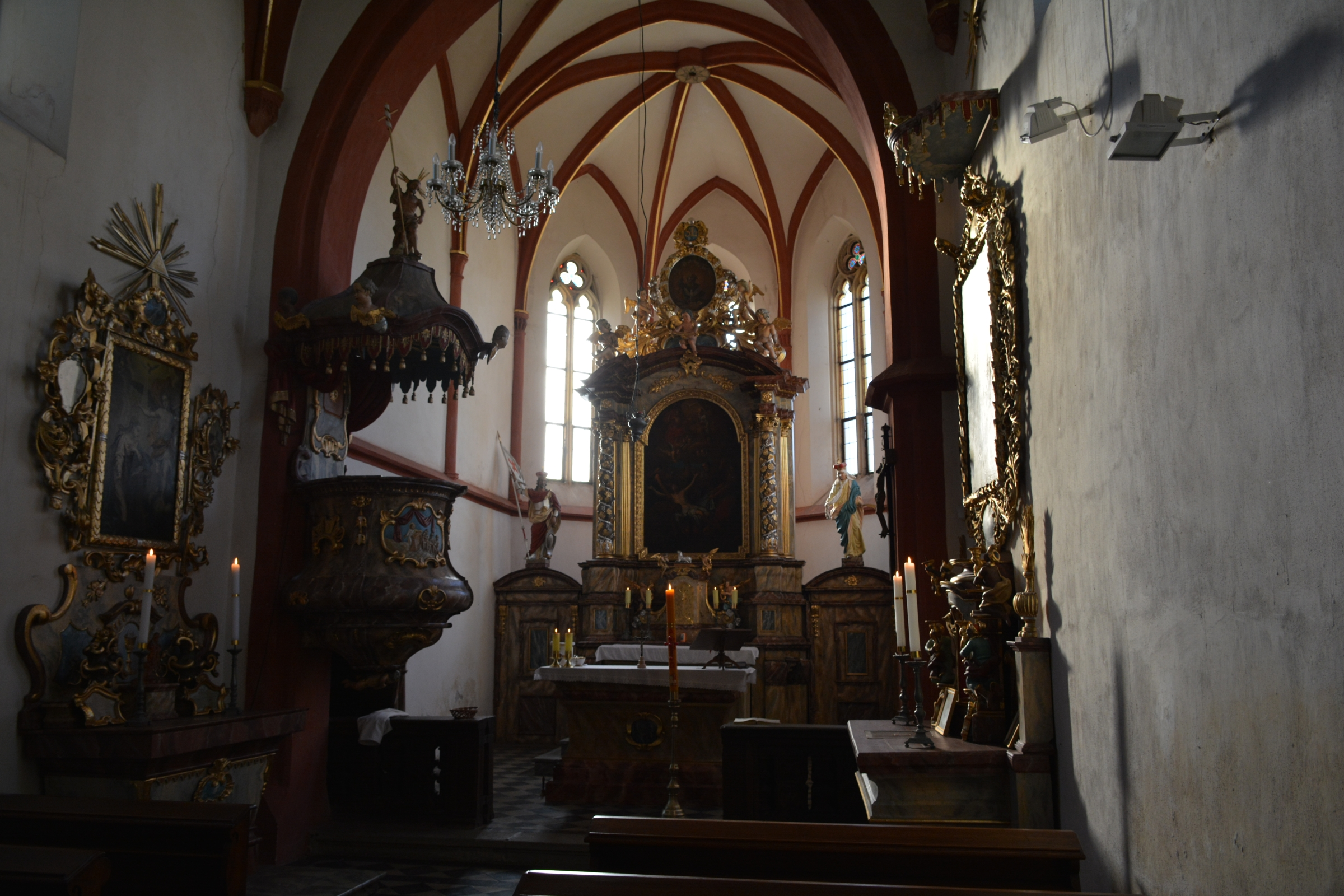
Interiér kostela

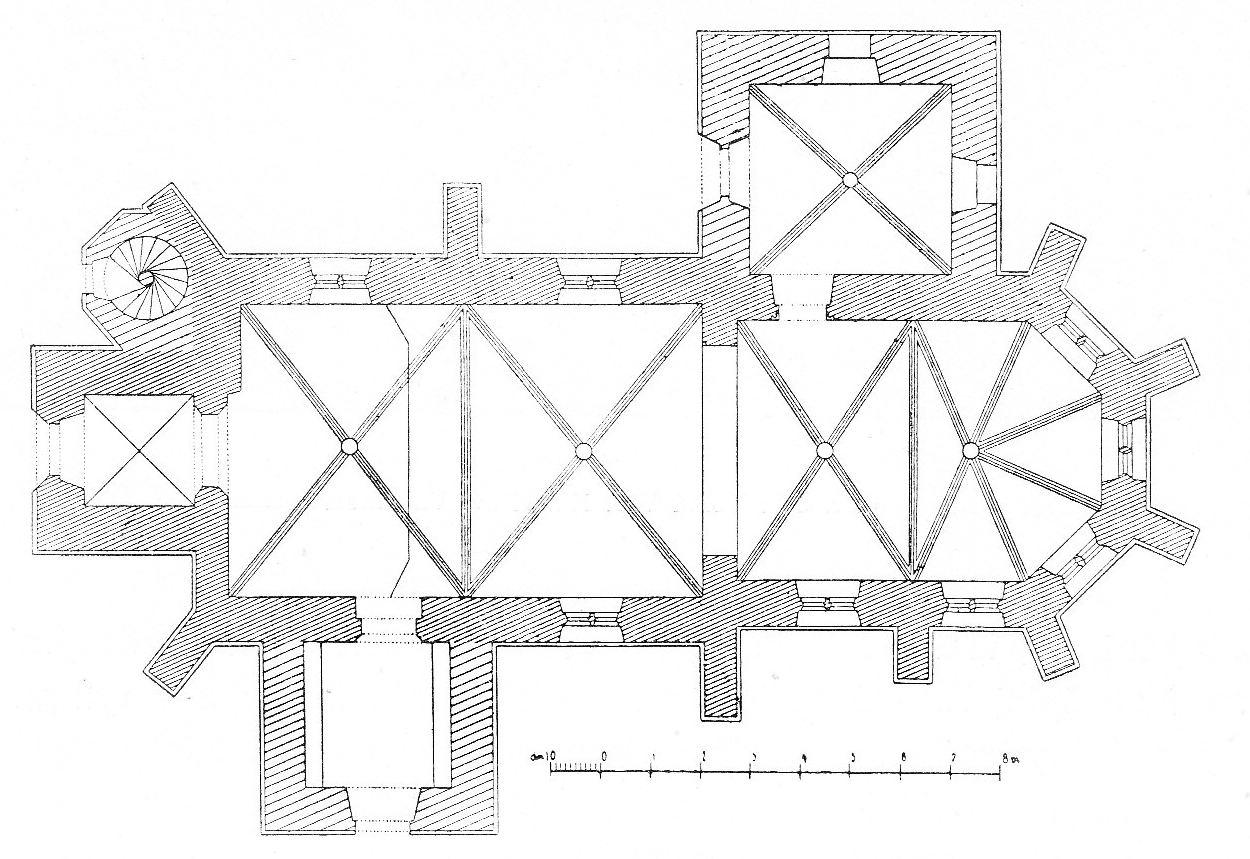
Půdorys Kostela sv. Vavřince ve Veliké Vsi

Kněžiště (presbytář, presbyterium) je zaklenuté křížovou žebrovou klenbou v obdélném poli a paprsčitou v závěru. Klínová vyžlabená žebra vychází z oblých přípor. Na svornících jsou namalované hvězdice. Válcové přípory jsou uloženy na profilované římse, která se táhne kolem celého kněžiště a obíhá vítězný oblouk. Hlavice přípor mají různé tvary – s kružbou, geometrické, odstupňované. Stejné tvary se opakují v lodi kostela u konzol.
V severní stěně se nachází vchod do sakristie. Portál je lomený, hrotitý. Sakristie je na čtvercovém půdoryse, zaklenutá křížovou klenbou. Žebra vychází z polygonálních jehlancových konzol, mají tvar otupeného klínu.
V jižní stěně je umístěná obdélníková sedile zakončená hrotitými štítky s tympanonem, ve kterém jsou neúplné slepé hrotité trojlisty, na jejích bocích se nacházejí kraby a na špici listové kytice. Styk je řešen oblou profilovanou konzolou, nad kterou se nachází drobná mužská hlava v hrotitém klobouku.
Kněžiště je od lodi oddělené pomocí hrotitého lomeného vítězného oblouku. Nad obloukem je umístěn znak a nápis: „Nákladem záduše obnoveno 1881.“

### Oltář
Oltář se skládá ze dvou částí. Dolní část oltáře je tvořena gotickou mensou zhotovenou z kamene. Oltářní mensa je zdobená slepými okny s kružbami. Horní část oltáře je barokní, vyrobená ze dřeva. Na oltářním obraze je zobrazeno umučení sv. Vavřince. Za oltářem se nachází barokní dřevěné sochy sv. Václava a sv. Ludmily z konce 17. století.
V lodi jsou umístěny dva menší boční oltáříky.

### Loď
Rozměry: délka 9,45 m, šířka 8,78 m, vysoká 8,78 m
Loď je zaklenutá křížovou žebrovou klenbou o dvou polích. Žebra hruškovcového profilu vychází z polygonálních konzol. Svorníky jsou hladké, bez profilace, zdobené pouze malbou s motivem hvězdice.
V zadní části lodi je umístěna kruchta s varhany. V zábradlí jsou vyobrazena slepá okna s jeptiškou a kružbami. Varhany jsou stylizované jako neogotické průčelí.

### Předsíň
V přistavěné předsíni, která má obdélný půdorys, jsou umístěny kamenné lavice. Půlkruhový vnější portál pochází z 16. století. Portál z předsíně do lodi je hrotitý, s hruškovcovým profilem prutu.

## Fotogalerie

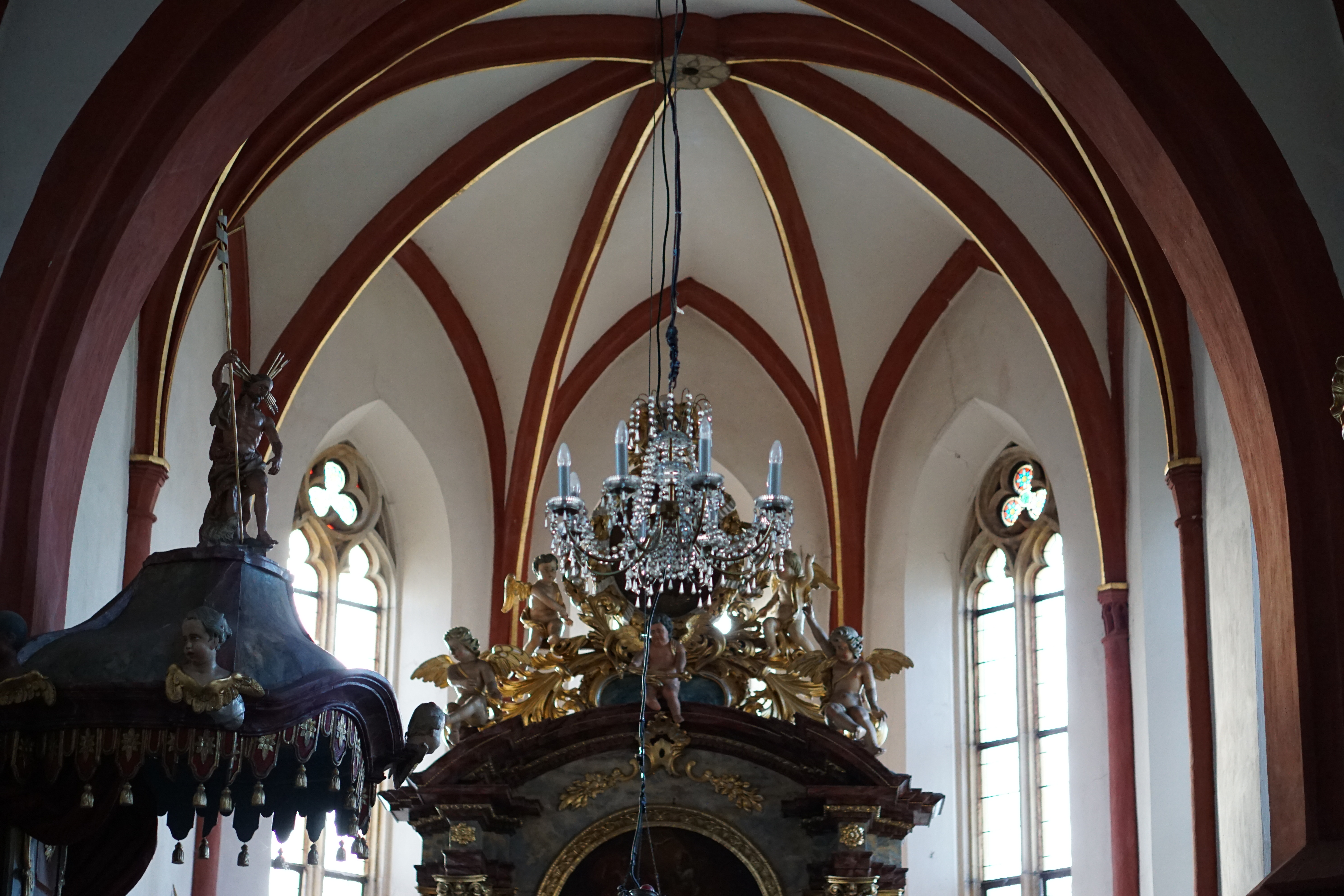
Interiér – kněžiště
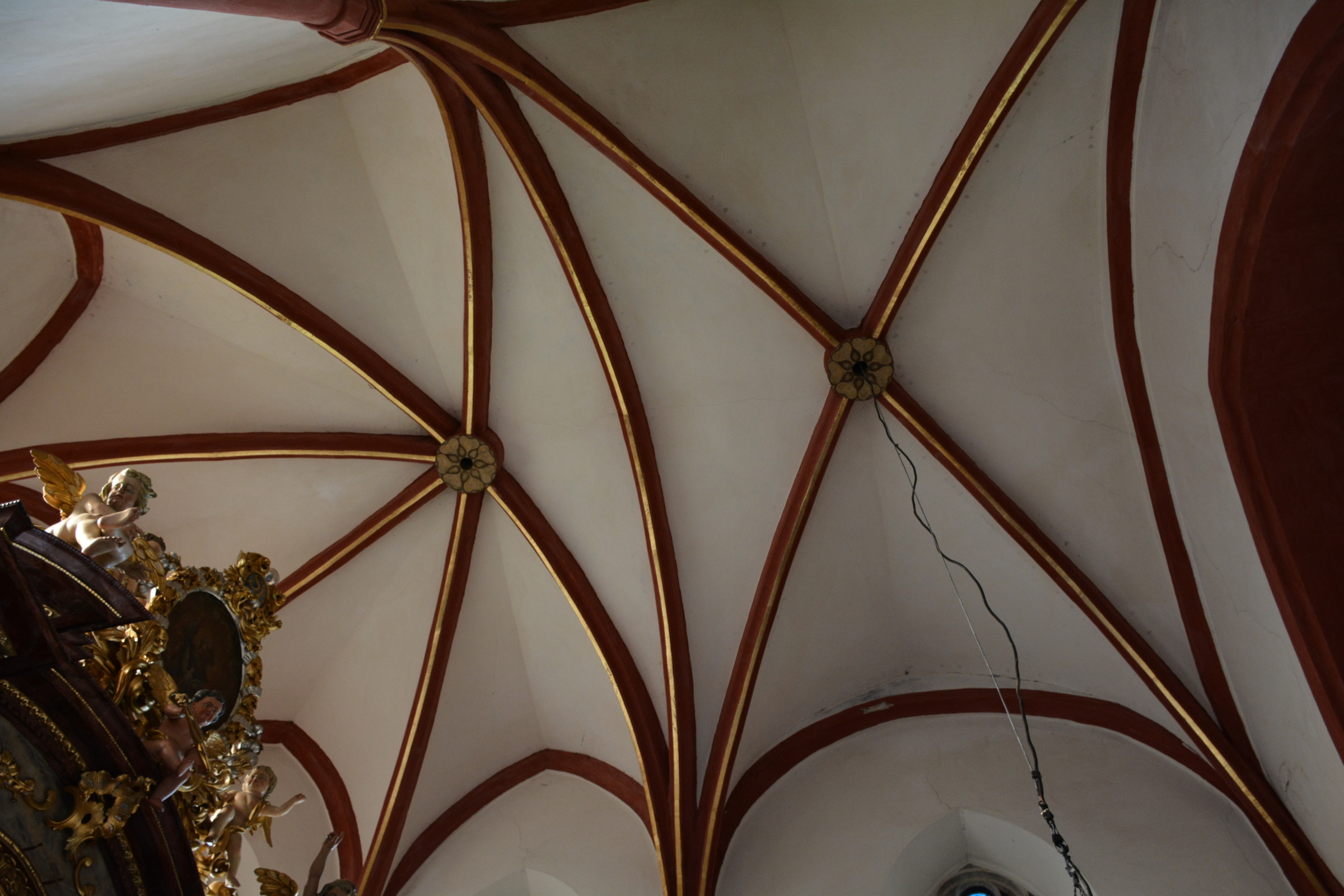
Zaklenutí presbyteria
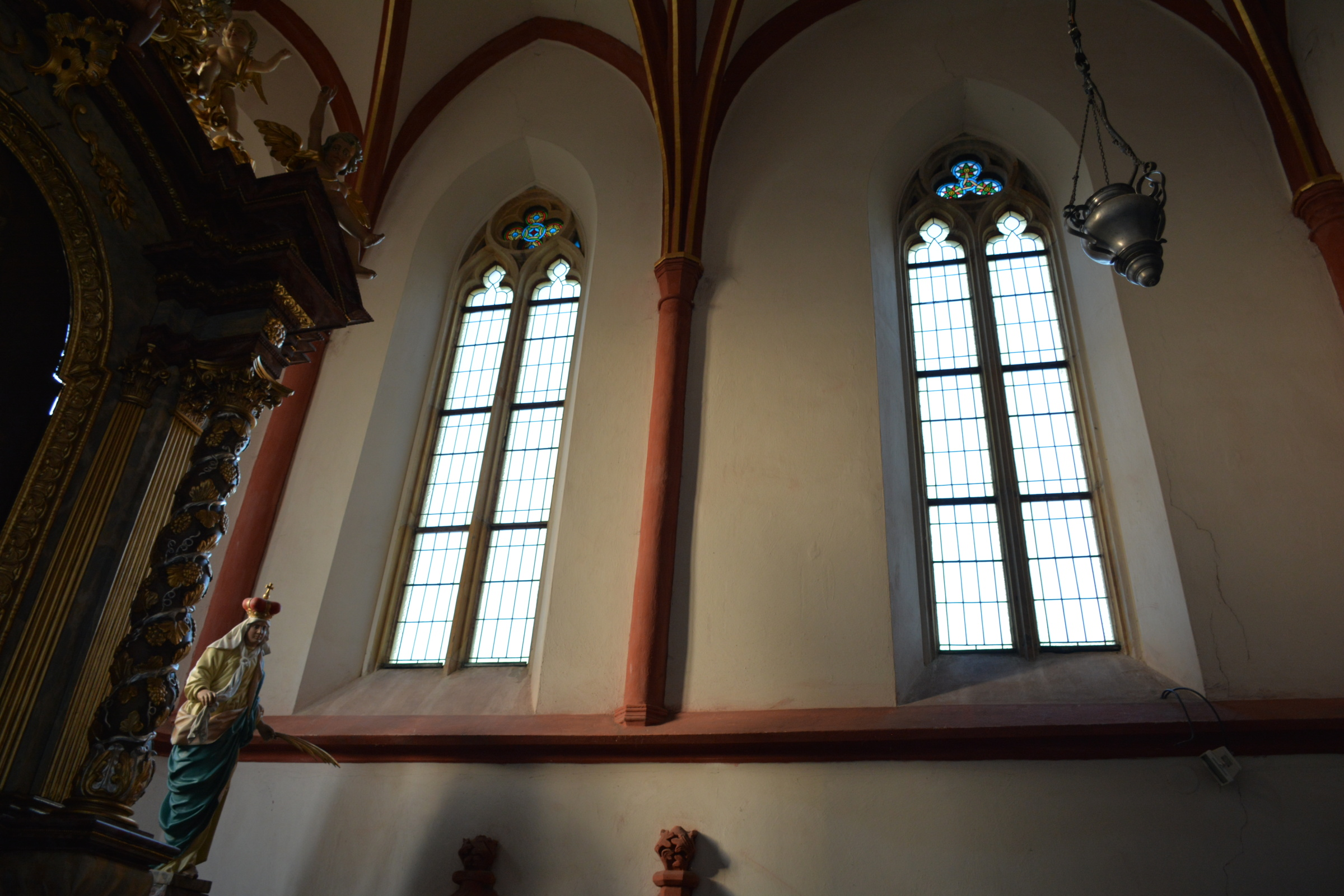
Okna v kněžišti
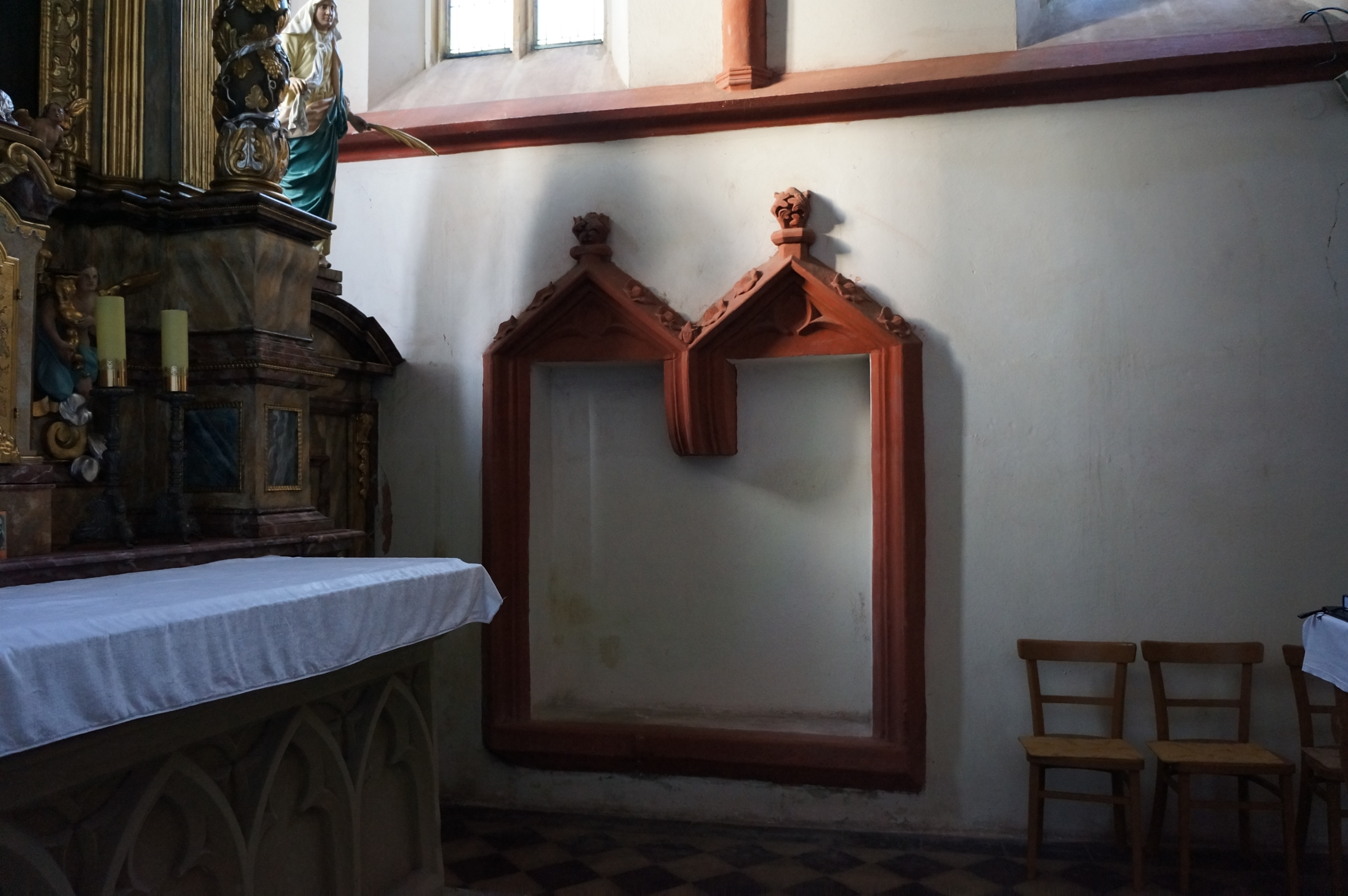
Sedile v kněžišti
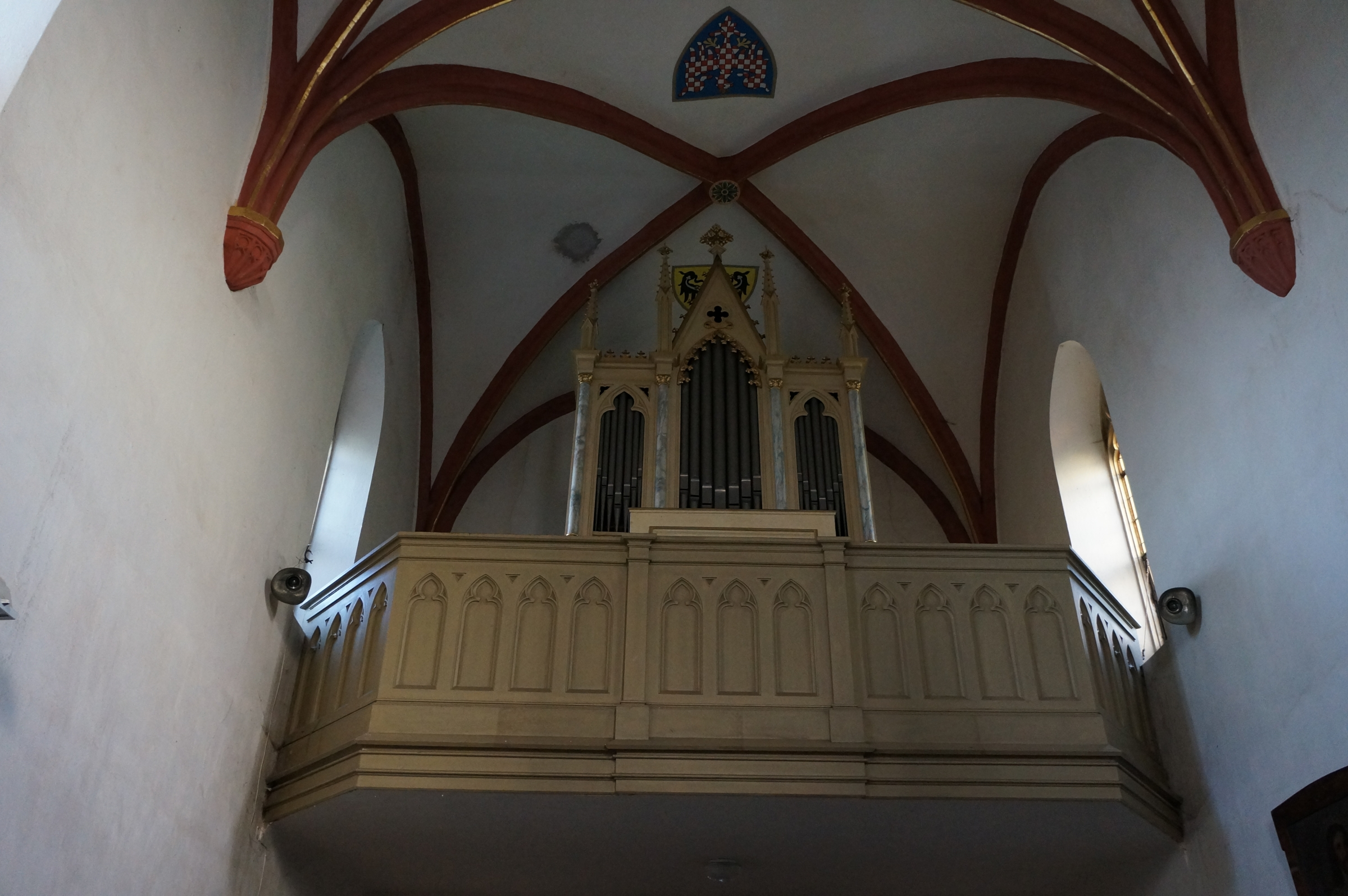
Kruchta
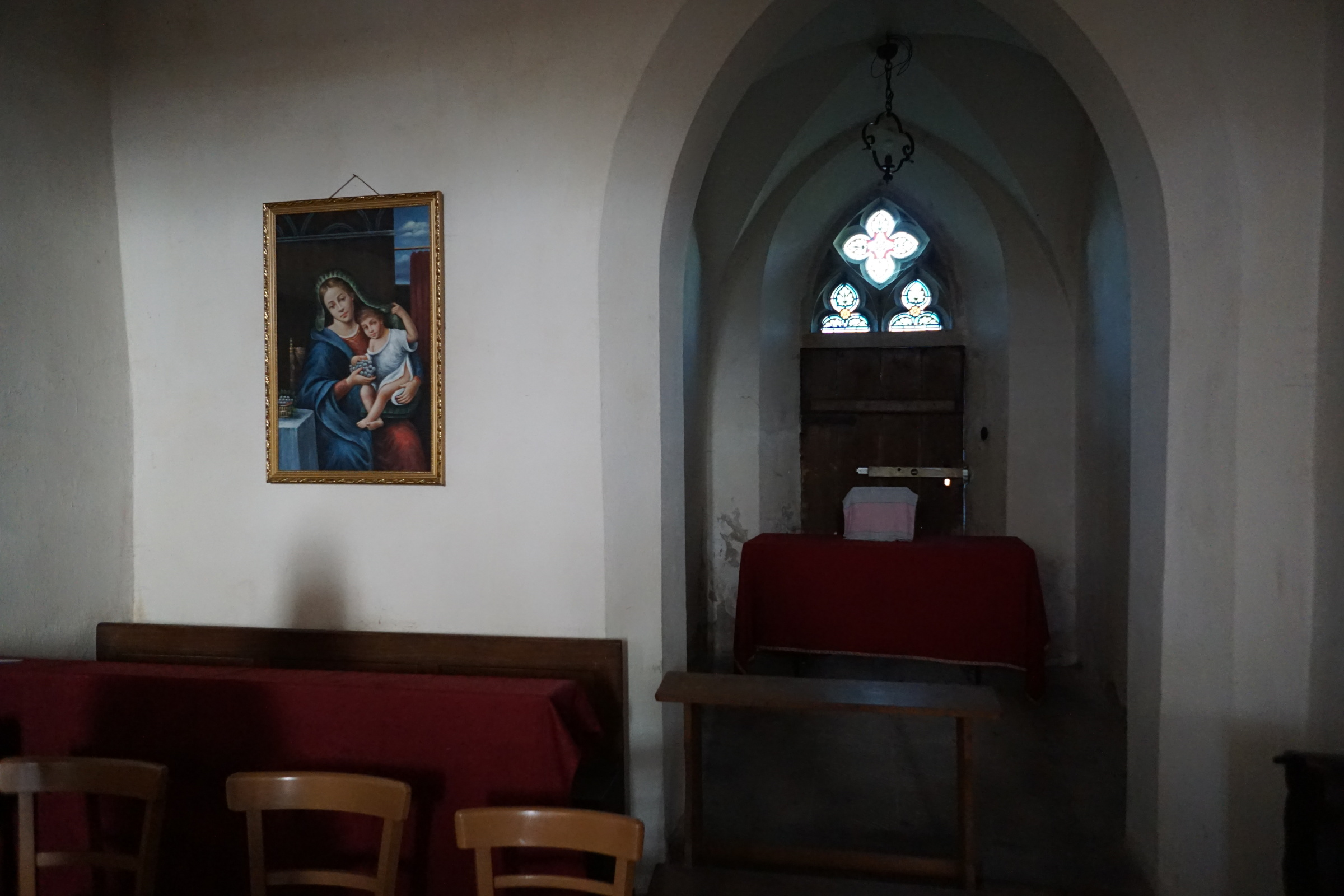
Portál ve věži
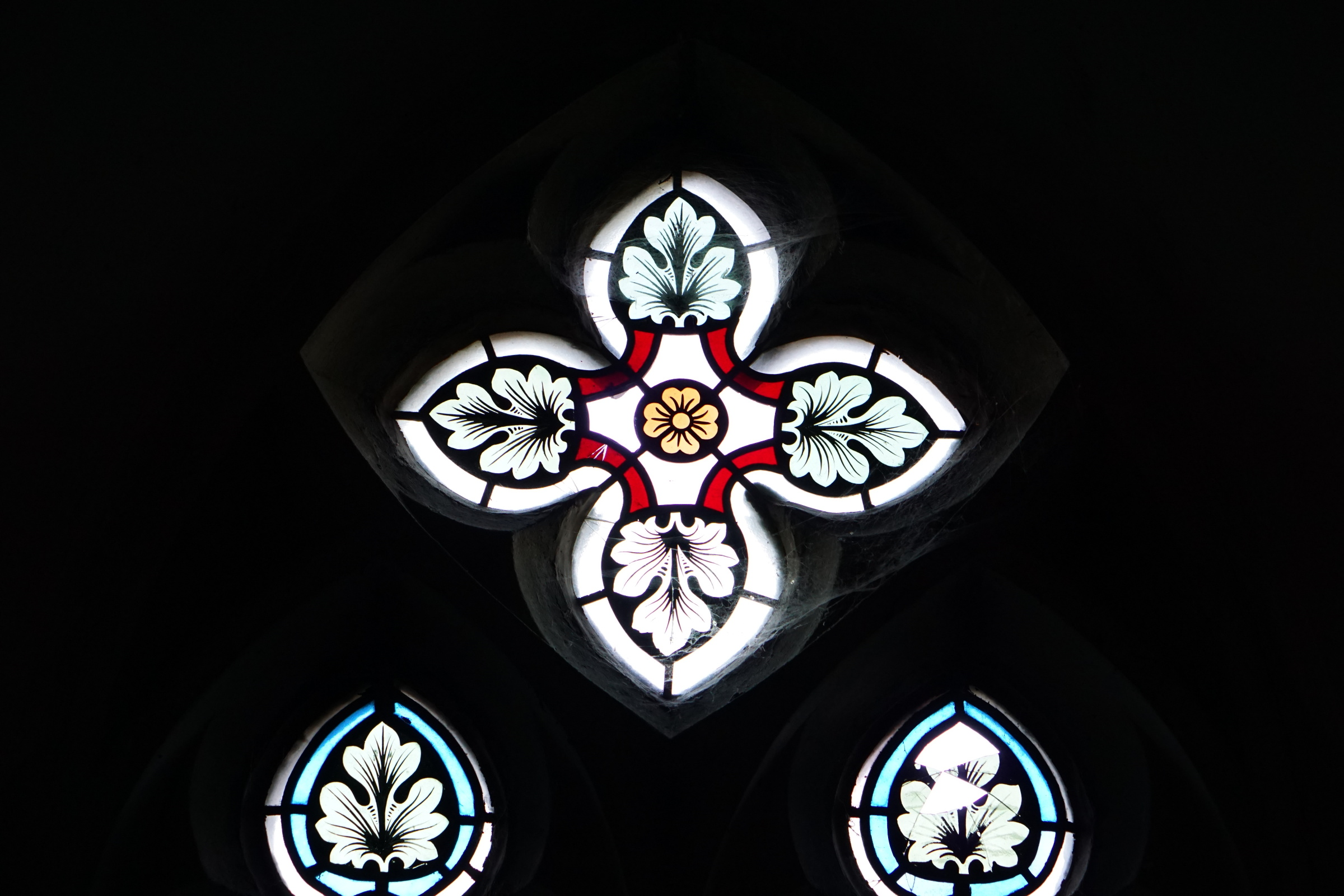
Portál ve věži – detail
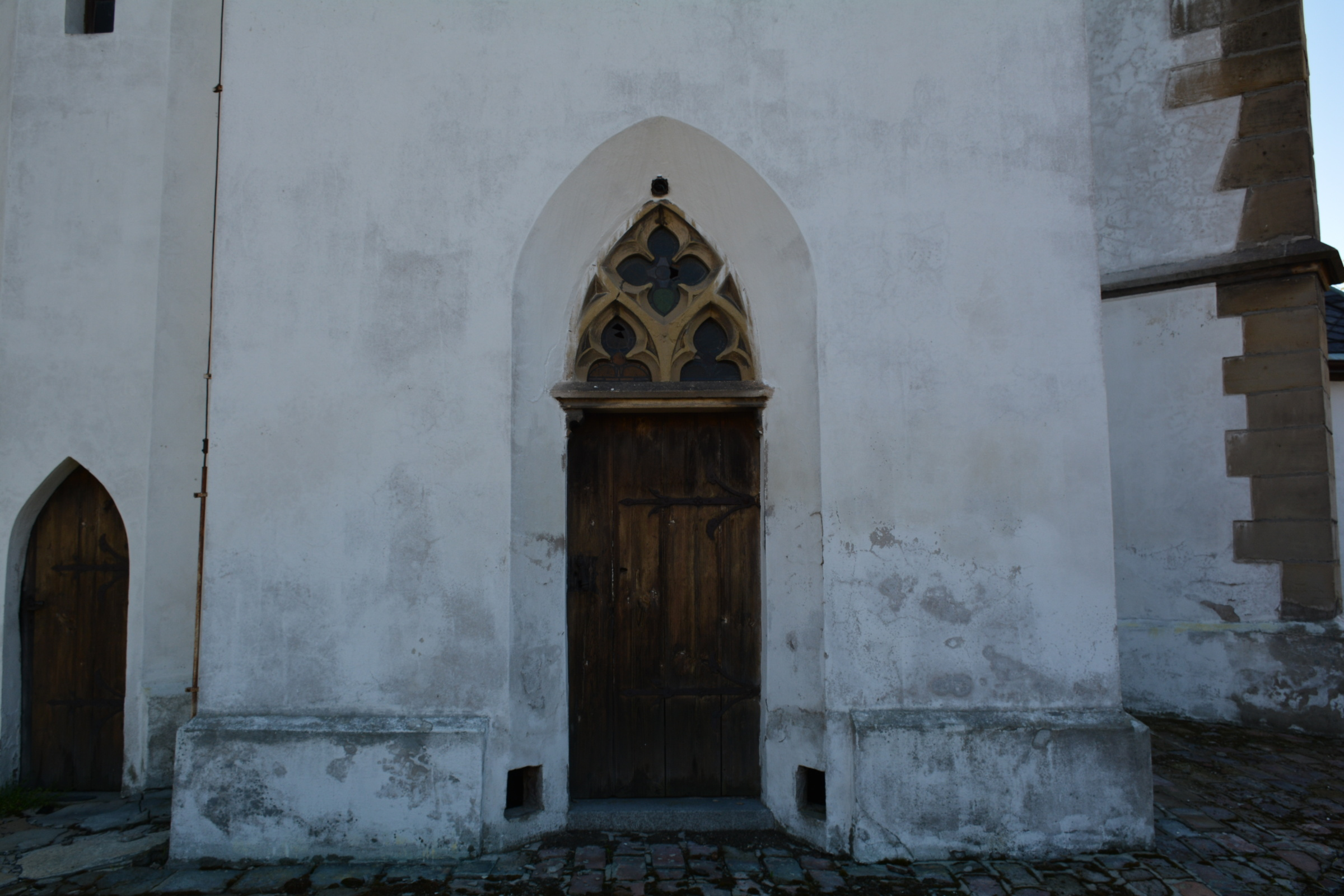
Portál ve věži
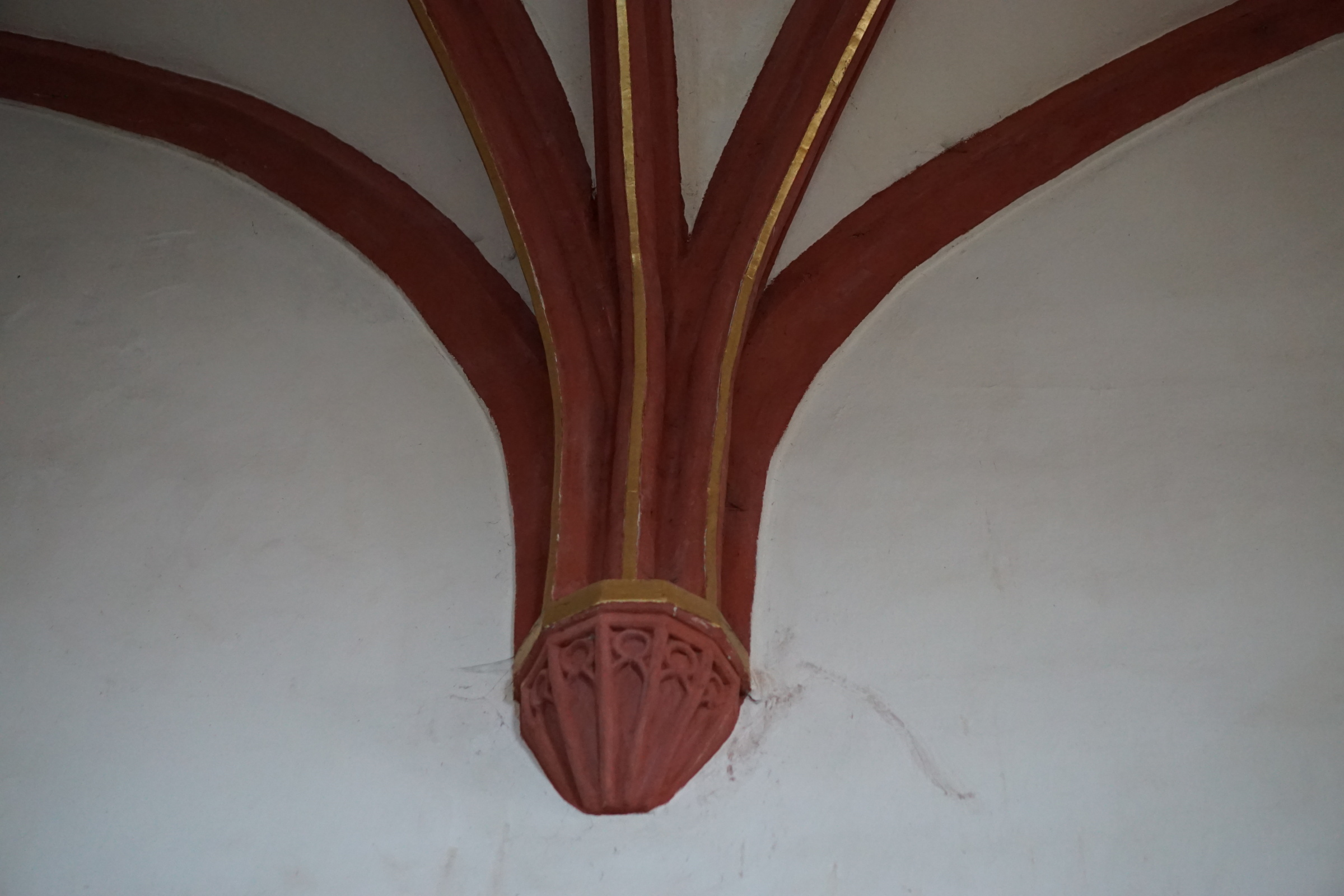
Konzola v lodi
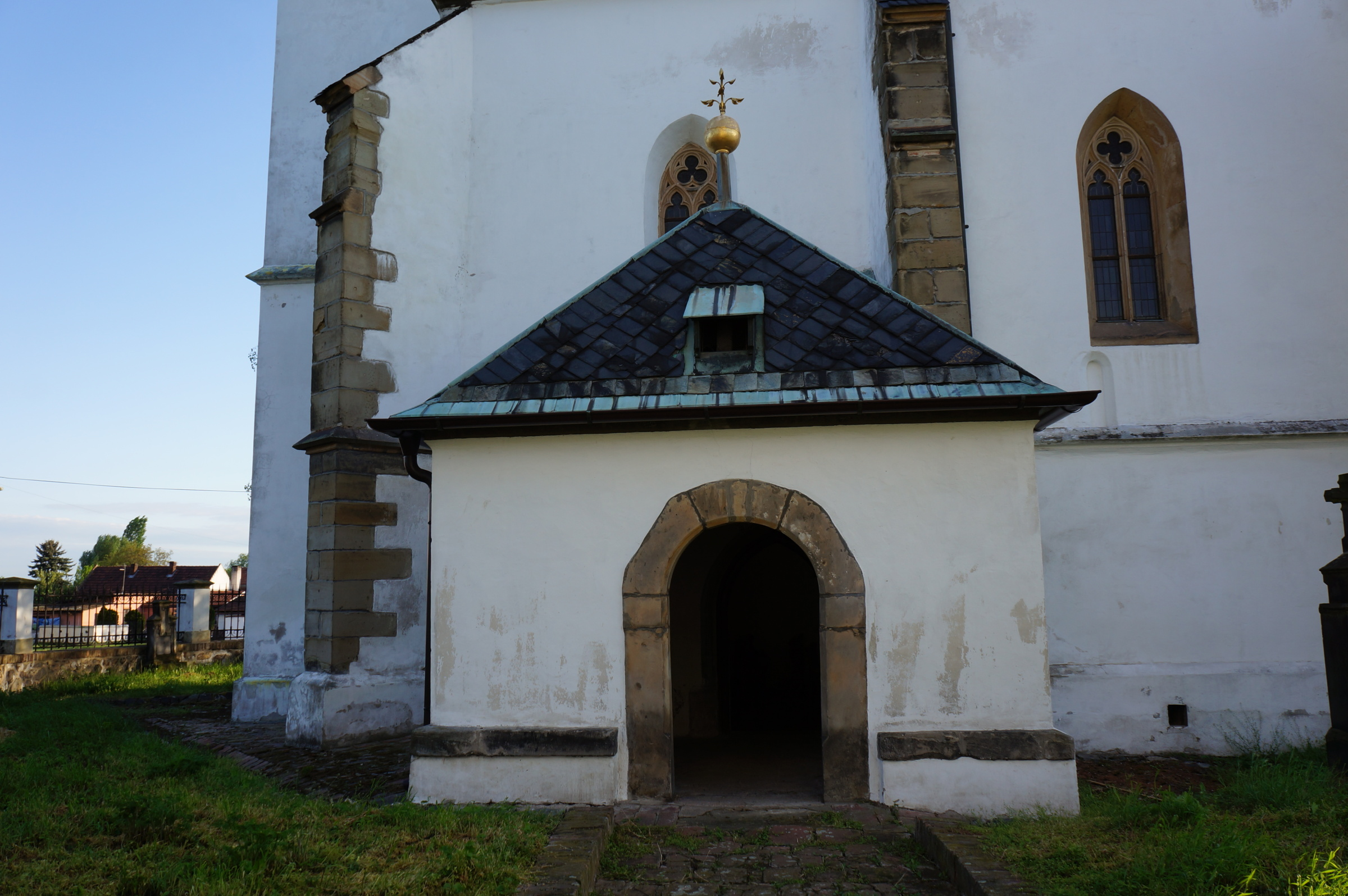
Předsíň
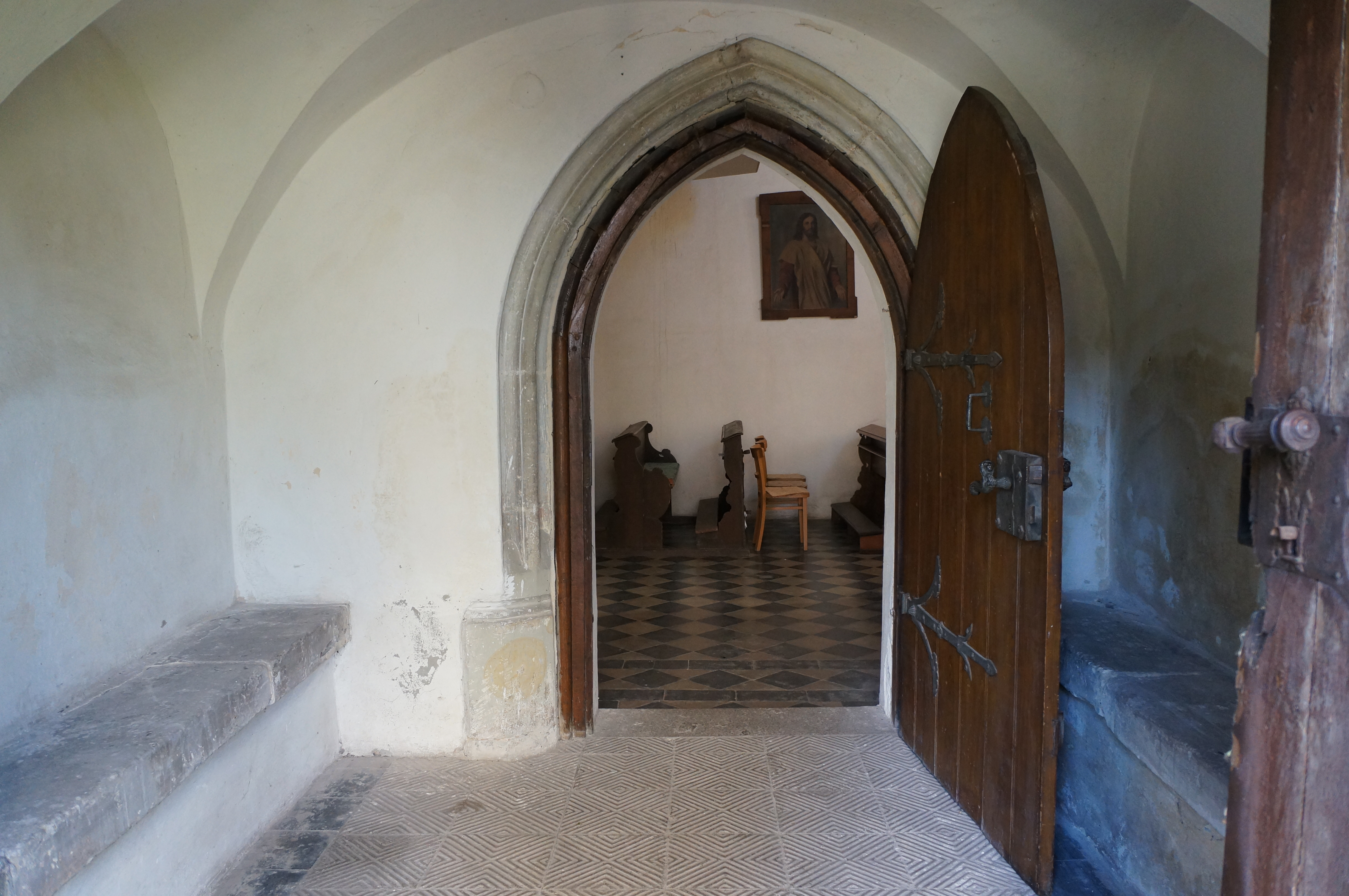
Portál mezi předsíní a lodí